# 19e cérémonie des Dallas-Fort Worth Film Critics Association Awards
La 19e cérémonie des Dallas-Fort Worth Film Critics Association Awards, décernés par la Dallas-Fort Worth Film Critics Association, a eu lieu le 16 décembre 2009 et a récompensé les films réalisés dans l'année.

## Palmarès

### Meilleur film
1. In the Air (Up in the Air)
2. A Serious Man
3. Avatar
4. Démineurs (The Hurt Locker)
5. District 9
6. Fantastic Mr. Fox
7. Precious (Precious: Based on the Novel 'Push' by Sapphire)
8. Inglourious Basterds
9. Là-haut (Up)
10. Une éducation (An Education)

### Meilleur réalisateur
1. Jason Reitman pour In the Air (Up in the Air)
2. Kathryn Bigelow pour Démineurs (The Hurt Locker)
3. Lee Daniels pour Precious (Precious: Based on the Novel 'Push' by Sapphire)
4. Joel et Ethan Coen pour A Serious Man
5. Quentin Tarantino pour Inglourious Basterds

### Meilleur acteur
1. George Clooney pour le rôle de Ryan Bingham dans In the Air (Up in the Air)
2. Jeff Bridges pour le rôle de Bad Blake dans Crazy Heart
3. Jeremy Renner pour le rôle du sergent William James dans Démineurs (The Hurt Locker)
4. Colin Firth pour le rôle de George Carlyle Falconer dans A Single Man
5. Morgan Freeman pour le rôle de Nelson Mandela dans Invictus

### Meilleure actrice
1. Carey Mulligan pour le rôle de Jenny dans Une éducation (An Education)
2. Meryl Streep pour le rôle de Julia Child dans Julie et Julia (Julie and Julia)
3. Gabourey Sidibe pour le rôle de Claireece « Precious » Jones dans Precious (Precious: Based on the Novel 'Push' by Sapphire)
4. Emily Blunt pour le rôle de Victoria dans Victoria : Les Jeunes Années d'une reine (The Young Victoria)
5. Sandra Bullock pour le rôle de Leigh Anne Tuohy dans The Blind Side

### Meilleur acteur dans un second rôle
- Christoph Waltz pour le rôle du colonel Hans Landa dans Inglourious Basterds
  - Woody Harrelson pour le rôle du capitaine Tony Stone dans The Messenger
  - Christian McKay pour le rôle d'Orson Welles dans Me and Orson Welles
  - Alfred Molina pour le rôle de Jack Miller dans Une éducation (An Education)
  - Stanley Tucci pour le rôle de George Harvey, l'assassin dans Lovely Bones

### Meilleure actrice dans un second rôle
1. Mo'Nique pour le rôle de Mary Lee Johnston dans Precious (Precious: Based on the Novel Push by Sapphire)
2. Anna Kendrick pour le rôle de Natalie Keener dans In the Air (Up in the Air)
3. Vera Farmiga pour le rôle d'Alex dans In the Air (Up in the Air)
4. Marion Cotillard pour le rôle de Luisa Contini dans Nine
5. Maggie Gyllenhaal pour le rôle de Jean Craddock dans Crazy Heart

### Meilleur scénario
1. In the Air (Up in the  Air) – Jason Reitman et Sheldon Turner
2. A Serious Man – Joel et Ethan Coen

### Meilleure photographie
- Démineurs (The Hurt Locker) – Barry Ackroyd
  - Lovely Bones (The Lovely Bones) – Andrew Lesnie

### Meilleur film en langue étrangère
1. Sin nombre •  Mexique /  États-Unis
2. Étreintes brisées (Los abrazos rotos) •  Espagne
3. L'Heure d'été •  France
4. La Bande à Baader (Der Baader Meinhof Komplex) •  Allemagne
5. Les Trois Royaumes (赤壁) •  Chine

### Meilleur film d'animation
1. Là-haut (Up)
2. Fantastic Mr. Fox

### Meilleur film documentaire
1. The Cove
2. Anvil ! (Anvil! The Story of Anvil)
3. Capitalism: A Love Story
4. This Is It
5. Burma VJ et The September Issue (égalité)

### Russell Smith Award
(meilleur film indépendant) :
1. Precious (Precious: Based on the Novel 'Push' by Sapphire)